# Paracycloptera carinifolia
Paracycloptera carinifolia är en insektsart som först beskrevs av Henri Saussure och Francois Jules Pictet de la Rive 1898.  Paracycloptera carinifolia ingår i släktet Paracycloptera och familjen vårtbitare. Inga underarter finns listade i Catalogue of Life.